# Episodi di Doctor Foster (prima stagione)
La prima stagione della serie televisiva Doctor Foster, composta da 5 episodi, è stata trasmessa in prima visione nel Regno Unito dal 9 settembre al 7 ottobre 2015 sul canale BBC One.
In Italia, la stagione è stata interamente pubblicata in esclusiva sul sito web a pagamento Netflix, il 31 marzo 2016. In chiaro, va in onda dall'11 aprile 2017 su Rai 1.
| n° | Titolo originale | Prima TV UK       | Pubblicazione Italia |
| -- | ---------------- | ----------------- | -------------------- |
| 1  | Episode 1        | 9 settembre 2015  | 31 marzo 2016        |
| 2  | Episode 2        | 16 settembre 2015 | 31 marzo 2016        |
| 3  | Episode 3        | 23 settembre 2015 | 31 marzo 2016        |
| 4  | Episode 4        | 30 settembre 2015 | 31 marzo 2016        |
| 5  | Episode 5        | 7 ottobre 2015    | 31 marzo 2016        |